# 요세미티 샘
요세미티 샘(Yosemite Sam)은 워너 브라더스가 제작한 단편 영화 루니 툰과 메리 멜로디 시리즈의 만화 캐릭터이다. 이 이름은 캘리포니아 요세미티 국립공원에서 따왔다. 그는 벅스 버니의 적이며 엘머 퍼드와 함께 그의 대적이다. 그는 일반적으로 비열하고 극도로 공격적이며 총잡이 무법자 또는 머리를 자극하는 성격과 토끼, 특히 벅스에 대한 극심한 증오를 가진 카우보이로 묘사된다. 미국 애니메이션의 황금시대 동안 요세미티 샘은 1945년부터 1964년 사이에 제작된 33편의 단편 애니메이션에 적대자로 등장했다.